# Morfogénesis digital

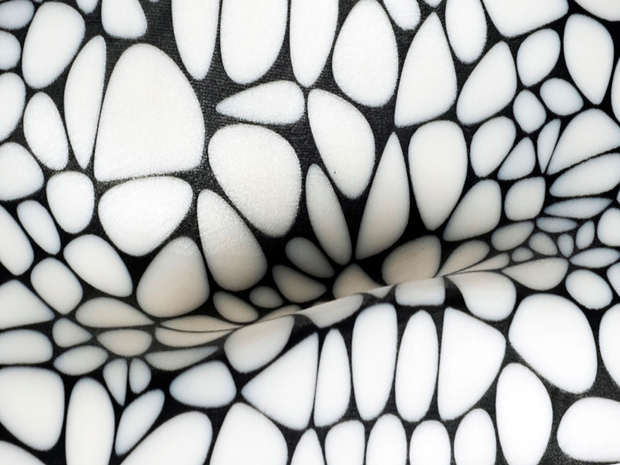
Monocoque 1, diseño algorítmico por Neri Oxman. MOMA (Nueva York, Estados Unidos de América).

La morfogénesis digital es un tipo de arte generativo en el que el desarrollo de formas complejas, o morfogénesis, se habilita mediante el cálculo. Este concepto es aplicable en muchas áreas del diseño, el arte, la arquitectura o el modelado. El concepto se desarrolló originalmente en el campo de la biología, y más tarde pasó a la geología, la geomorfología y la arquitectura.
En arquitectura, describe herramientas y métodos para crear formularios y adaptarlos a un entorno conocido. Stanislav Roudavski describe como similar a la morfogénesis biológica: desarrollando poco a poco, sin una definición explícita de los métodos de crecimiento o de adaptación. Paralelamente se puede relacionar con conceptos como emergencia y autoorganización.
Los desarrollos en la morfogénesis digital han permitido la construcción y el análisis de estructuras con más detalle de lo que podría haberse hecho en un plano o modelo a mano, con estructuras en todos los niveles definidos por algoritmos iterativos. A medida que avanzan las técnicas de fabricación, es posible producir objetos con fractal u otras estructuras elaboradas.

## Personas relacionadas
- Alan Turing
- Branko Kolarevic
- Achim Menges
- Neri Oxman
- Rivka Oxman
- Birger Ragnvald Sevaldson